# لياندرو مايغوا
لياندرو مايغوا (بالإسبانية: Leandro Maygua)‏ (12 سبتمبر 1992 بتاريخا، بوليفيا في بوليفيا - ) هو لاعب كرة قدم بوليفي في مركز الدفاع. شارك مع منتخب بوليفيا لكرة القدم. أما مع النوادي، فقد لعب مع نادي بوليفار.

## وصلات خارجية
- لياندرو مايغوا على موقع الاتحاد الدولي (مؤرشف)  (الإنجليزية)
- لياندرو مايغوا على موقع قاعدة بيانات كرة القدم.إي يو (الإنجليزية)
- لياندرو مايغوا على موقع ناشيونال فوتبول تيمز (الإنجليزية)
- لياندرو مايغوا على موقع Soccerway.com (الإنجليزية)
- لياندرو مايغوا على موقع AS.com (الإسبانية)